# Premier Prix de piano
Premier Prix de piano est une comédie-vaudeville en 1 acte d'Eugène Labiche, représentée pour la 1re fois à Paris au Théâtre du Palais-Royal le 8 mai 1865.
- Collaborateur Delacour.
- Editions Dentu.

## Distribution
| Acteurs et actrices ayant créé les rôles |                   |
| Personnage                               | Acteur ou actrice |
| Dégodin                                  | Geoffroy          |
| Edmond Madoulay                          | Gil-Pérès         |
| Duponceau                                | M. Pellerin       |
| Mme Duponceau                            | Mme Delille       |
| Blanche, fille de Dégodin                | Mme Massin        |
| Victoire, bonne de Dégodin               | Mme Breton        |